# Richard Lyons, 1:e viscount Lyons
Richard Bickerton Pemell Lyons, 1:e viscount Lyons, född den 6 april 1817, död den 5 december 1887, var en brittisk diplomat. Han var son till Edmund Lyons, 1:e baron Lyons.
Lyons inträdde 1839 på diplomatbanan, erhöll i december 1858 sändebudsposten hos Amerikas förenta stater och skötte under inbördeskriget sitt värv med stor takt och urskillning (särskilt under förhandlingar om den så kallade Trentaffären), men måste i februari 1865 resa hem på grund av sjuklighet. Han var augusti 1865-juli 1867 ambassadör i Konstantinopel samt 1867-87 ambassadör i Paris, där han blev allmänt uppburen och under 1870–1871 års krig verkade i medlande syfte. Lyons blev 1865 medlem av Privy Council samt upphöjdes, efter att 1858 ha ärvt faderns barontitel, 1881 till viscount och skulle vid sitt avskedstagande 1887 ha blivit earl, men han hann dö innan papperen var klara.